# Джон Коннеллі
Джон Коннеллі (англ. John Connelly; нар. 18 липня 1938, Сент-Геленс (Мерсісайд) — 25 жовтня 2012) — англійський футболіст, півзахисник.
Насамперед відомий виступами за клуби «Бернлі», «Манчестер Юнайтед» та «Блекберн Роверз», а також національну збірну Англії, з якою ставав чемпіоном світу.

## Клубна кар'єра
У дорослому футболі дебютував 1956 року виступами за «Бернлі», в якому провів вісім сезонів, взявши участь у 265 матчах чемпіонату. Більшість часу, проведеного у складі «Бернлі», був основним гравцем команди. У складі «Бернлі» був одним з головних бомбардирів команди, маючи середню результативність на рівні 0,4 голу за гру першості. За цей час виборов титул чемпіона Англії.
Своєю грою за команду привернув увагу представників тренерського штабу «Манчестер Юнайтед», до складу якого приєднався 1964 року. Відіграв за команду з Манчестера наступні два сезони своєї ігрової кар'єри. Граючи у складі «Манчестер Юнайтед» також здебільшого виходив на поле в основному складі команди. За цей час додав до переліку своїх трофеїв ще один титул чемпіона Англії.
1966 року уклав контракт з клубом «Блекберн Роверз», у складі якого провів наступні чотири роки своєї кар'єри гравця. Тренерським штабом нового клубу також розглядався як гравець «основи».
Завершив професійну ігрову кар'єру у нижчоліговому клубі «Бері», за який виступав протягом 1970–1973 років.

## Виступи за збірну
1959 року дебютував в офіційних матчах у складі національної збірної Англії. Протягом кар'єри у національній команді, яка тривала 8 років, провів у формі головної команди країни лише 20 матчів, забивши 7 голів.
У складі збірної був учасником чемпіонату світу 1962 року у Чилі та чемпіонату світу 1966 року в Англії, здобувши того року титул чемпіона світу.

## Титули і досягнення
- Чемпіон Англії (2):

«Бернлі»: 1959-60
«Манчестер Юнайтед»: 1964-65
- Володар Суперкубка Англії (1):

«Бернлі»: 1960
- Чемпіон світу (1):

1966